# 白龍酒造
白龍酒造株式会社（はくりゅうしゅぞう、英: HAKURYU SYUZOU CO., LTD.）は、新潟県阿賀野市に本社を置く酒造会社である。

## 概要
1839年（天保10年）廻船問屋から分家し創業した老舗酒造会社で「笹屋茂左衛門」や「白龍」の銘柄で知られる。
2008年（平成20年）11月にジャパン・フード&リカー・アライアンス傘下の中間持株会社で酒造会社の統括を行う株式会社伝統蔵の子会社となった。しかし、2011年（平成23年）4月に盛田株式会社が株式会社伝統蔵を吸収合併したため盛田株式会社の子会社となった。
2014年創業家の意向により地域有力企業に全株式が譲渡され、ジャパン・フード&リカー・アライアンスグループから外れた。協力関係は継続されるとしている。
また、同社の清酒は1994年（平成6年）から26年連続でモンドセレクション金賞を受賞している（2019年現在）。

## 沿革
- 1839年（天保10年） - 創業。
- 1970年（昭和45年） - 「白龍酒造株式会社」に商号を変更。
- 2008年（平成20年） - 白龍酒造株式会社は株式会社伝統蔵の100%子会社である「はくりゅう酒造株式会社」に清酒の製造販売事業を譲渡し、はくりゅう酒造株式会社は「白龍酒造株式会社」に商号を変更。本店も東京都中央区から新潟県阿賀野市へ移転した。[2]
- 2011年（平成23年）4月1日 - 親会社の吸収合併により、盛田株式会社の子会社となる。
- 2014年8月20日 - 株式譲渡により、盛田株式会社の子会社ではなくなった。